# 15735 Andakerkhoven
15735 Andakerkhoven este un asteroid din centura principală de asteroizi.

## Descriere
15735 Andakerkhoven este un asteroid din centura principală de asteroizi. A fost descoperit pe 18 noiembrie 1990 la Observatorul La Silla de Eric Walter Elst. Asteroidul prezintă o orbită caracterizată de o semiaxă mare de 3,18 ua, o excentricitate de 0,07 și o înclinație de 10,5° în raport cu ecliptica.